# Ungedienter Landsturm
Ungedienter Landsturm  ist ein Begriff aus dem Ersten Weltkrieg und bezeichnet Angehörige des Landsturms, die im Frieden keinen Militärdienst geleistet hatten. Die Bezeichnung ungedienter Landsturm erfuhr im zeitgenössischen gesellschaftlichen Kontext eine gewisse Geringschätzung und diente häufiger als Vorlage für spöttische Betrachtungen.